# ها دو کوان
کیم یونگ گو (کره‌ای: 김용구; زادهٔ ۳ مارس ۱۹۷۷) که بیشتر با نام ها دو کوان (하도권) شناخته می‌شود، بازیگر اهل کره جنوبی است. او بیشتر به خاطر ایفای نقش در مجموعه‌های تلویزیونی لیگ جذاب و پنت‌هاوس: جنگ در زندگی و افسانه نه دم ۱۹۳۸ شناخته می‌شود.

## تحصیلات
ها دو کوان در سال ۲۰۰۴ از دانشگاه ملی سئول، از رشتهٔ موسیقی آوازی فارغ‌التحصیل شد.

## زندگی شخصی
در یک قسمت از برنامهٔ همان تخت، رؤیاهای مختلف ۲ که ۲۴ مارس ۲۰۲۰ پخش شد، ها دو کوان فاش کرد که ۱۶ سال است با یو مین جونگ ازدواج کرده است.

## فیلم‌شناسی

### فیلم
| سال  | عنوان          | نقش        | منابع |
| ---- | -------------- | ---------- | ----- |
| ۲۰۱۶ | نقشه علیه جهان | لوان شارک  |       |
| ۲۰۱۷ | تعطیلات رمی    | کارآگاه لی |       |
| ۲۰۱۹ | ورتیگو         | مالکوم     |       |

### مجموعه تلویزیونی
| سال       | عنوان                   | نقش                    | توضیحات                 | منابع         |
| --------- | ----------------------- | ---------------------- | ----------------------- | ------------- |
| ۲۰۱۶      | شب پرستاره گوهو         | تهیه‌کننده کیم یو چان   |                         | [ ۷ ]         |
| ۲۰۱۷      | سایمدانگ، خاطرات درخشان | سرپیشخدمت              |                         | [ ۷ ]         |
| ۲۰۱۸      | هنوز ۱۷                 | مربی تیم برای قایقرانی |                         | [ ۷ ]         |
| ۲۰۱۸–۲۰۱۹ | آخرین ملکه              | چو کی جونگ             |                         | [ ۸ ]         |
| ۲۰۱۹      | دکتر جان                | جو هیونگ وو            | حضور افتخاری (قسمت ۳–۴) | [ ۹ ]         |
| ۲۰۱۹–۲۰۲۰ | لیگ جذاب                | کانگ دو کی             |                         | [ ۱۰ ]        |
| ۲۰۲۰      | مموریست                 | عضو باند گونگ‌ریونگ     | حضور افتخاری (قسمت ۱)   | [ ۱۱ ]        |
| ۲۰۲۰      | کارآگاه زامبی           | نو پونگ شیک            |                         | [ ۱۲ ]        |
| ۲۰۲۰–۲۰۲۱ | پنت‌هاوس: جنگ در زندگی   | ما دو کی               | فصل ۱–۳                 | [ ۱۳ ] [ ۱۴ ] |
| ۲۰۲۱      | با وجود اینکه می‌دانم    | برادر یون سول آه       | حضور افتخاری (قسمت ۴–۵) | [ ۱۵ ]        |
| ۲۰۲۲      | از میان تاریکی          | شین کی هو              | حضور افتخاری            | [ ۱۶ ]        |
| ۲۰۲۲      | یک روز عالی             | به ته جین              |                         | [ ۱۷ ]        |
| ۲۰۲۲      | ستاره‌های دنباله‌دار      | چوی جی هون             |                         | [ ۱۸ ]        |
| ۲۰۲۲      | قلب خونین               | جونگ یی کیون           |                         | [ ۱۹ ]        |
| ۲۰۲۲      | وب‌تون امروز             | هو کوان یونگ           |                         | [ ۲۰ ]        |
| ۲۰۲۳      | افسانه نه دم ۱۹۳۸       | ریوهی کاتو             |                         | [ ۲۱ ]        |
| ۲۰۲۴      | با شوهرم ازدواج کن      | لی سوک جون             |                         | [ ۲۲ ]        |

### مجموعه اینترنتی
| سال  | عنوان                 | نقش                         | توضیحات      | منابع  |
| ---- | --------------------- | --------------------------- | ------------ | ------ |
| ۲۰۲۱ | رستوران جادوگر        | مدیر عامل اوه / لی یونگ سوک |              | [ ۲۳ ] |
| ۲۰۲۱ | فعلاً بنوش بعداً کار کن |                             | حضور افتخاری | [ ۲۴ ] |

### برنامه تلویزیونی
| سال  | عنوان                                | نقش          | توضیحات                         | منابع         |
| ---- | ------------------------------------ | ------------ | ------------------------------- | ------------- |
| ۲۰۲۰ | پادشاه خواننده نقابدار               | شرکت کننده   | به عنوان «مین‌یو» (قسمت ۲۵۱–۲۵۲) | [ ۲۵ ]        |
| ۲۰۲۱ | قانون جنگل – پنت آیلند: جزیره اشتیاق | عضو بازیگران | قسمت ۴۵۱–۴۵۲                    | [ ۲۶ ] [ ۲۷ ] |

## جوایز و نامزدی‌ها
| مراسم جوایز         | سال  | دسته                      | نامزد / اثر                      | نتیجه    | منبع   |
| ------------------- | ---- | ------------------------- | -------------------------------- | -------- | ------ |
| جوایز درامای اس‌بی‌اس | ۲۰۲۰ | بهترین تیم مکمل           | لیگ جذاب                         | برنده    | [ ۲۸ ] |
| جوایز درامای اس‌بی‌اس | ۲۰۲۰ | بهترین بازیگر تازه‌کار مرد | لیگ جذاب و پنت‌هاوس: جنگ در زندگی | نامزدشده | [ ۲۸ ] |